# Gijs Besselink
Gijs Besselink (Heeten, 16 juni 2004) is een Nederlands voetballer die onder contract staat bij FC Twente en in het seizoen 2025/26 verhuurd wordt aan Willem II.

## Carrière
Besselink begon met voetballen bij SV Heeten, hij maakte in 2013 de overstap naar de FC Twente / Heracles Academie waar hij de gehele jeugdopleiding doorliep. In het seizoen 2022/23 speelde Besselink mee met de elftallen onder 18 en onder 21, hij mocht ook enkele keren aansluiten bij de wedstrijdselectie van het eerste elftal van FC Twente. 
In 2023 mocht Besselink mee op trainingsweek met het eerste elftal waar hij, op 14 juli 2023 een contract tekende tot 2025 met een optie tot nog een seizoen. Besselink voetbalt sindsdien in FC Twente onder 21.
Op 10 augustus 2023 maakte Besselink zijn debuut voor FC Twente, in de eerste kwalificatiewedstrijd thuis tegen Riga FC in de 3e voorronde voor de UEFA Europa Conference League 2023/24, kwam hij in de 83e minuut in het veld voor Van Wolfswinkel. Een week later op 17 augustus in de return kwam hij in de 80e minuut in het veld voor Regeer, waar hij in de 90e minuut zijn eerste doelpunt maakte voor FC Twente (de 0-2). Later speelde Besselink in de beide wedstrijden in de knock-outfase tegen Fenerbahçe SK.
Eind september 2023 werd Besselink toegevoegd aan de selectie van het eerste elftal van FC Twente. Op 3 september 2023 in de met 0–2 gewonnen uitwedstrijd tegen FC Volendam volgde zijn Eredivisie-debuut, hij kwam in de 82e minuut in het veld voor Michel Vlap. In augustus 2025 verlengde Besselink zijn contract tot en met 2028 bij de club uit Enschede.

### Verhuur aan Willem II
Besselink werd in augustus 2025 voor de rest van het seizoen 2025/26 door FC Twente verhuurd aan Willem II.

## Clubstatistieken
| Seizoen | Club        | Competitie     | Competitie | Competitie | Beker | Beker | Internationaal | Internationaal | Overig | Overig | Totaal | Totaal |
| Seizoen | Club        | Competitie     | Wed.       | Dlp.       | Wed.  | Dlp.  | Wed.           | Wed.           | Dlp.   | Dlp.   | Wed.   | Dlp.   |
| ------- | ----------- | -------------- | ---------- | ---------- | ----- | ----- | -------------- | -------------- | ------ | ------ | ------ | ------ |
| 2023/24 | FC Twente   | Eredivisie     | 8          | 0          | 0     | 0     | 4              | 1              | 0      | 0      | 12     | 1      |
| 2024/25 | FC Twente   | Eredivisie     | 14         | 0          | 0     | 0     | 7              | 0              | 1      | 0      | 21     | 0      |
| 2025/26 | → Willem II | Eerste divisie | 0          | 0          | 0     | 0     | 0              | 0              | 0      | 0      | 0      | 0      |
| Totaal  | Totaal      | Totaal         | 22         | 0          | 0     | 0     | 11             | 1              | 1      | 0      | 34     | 1      |

Bijgewerkt op 15 augustus 2025.